# Eugene Ulrich
Eugene Charles Ulrich (né le 5 novembre 1938) est un professeur émérite américain de Tanakh et de théologie au département de théologie de l'Université de Notre-Dame-du-Lac, à South Band (Indiana), aux États-Unis. Il est rédacteur en chef des textes bibliques des manuscrits de la mer Morte et l'un des trois rédacteurs généraux du projet de publication internationale des manuscrits.
Il a travaillé sous la direction de deux rédacteurs en chef du projet de publication des manuscrits : John Strugnell et Emanuel Tov.

## Biographie
Eugene Ulrich est né à Louisville (Kentucky), aux États-Unis.
Il obtient ces diplômes : Litt.B., université Xavier ; Ph.L., université Loyola de Chicago; M.Div., Woodstock College; M.A., Ph.D., université Harvard.
Ulrich est co-auteur de la Bible des manuscrits de la mer Morte avec Martin Abegg et Peter Flint. Il est également membre des équipes de traduction de la New Revised Standard Version of the Bible, de la Modern English Version et de la New American Bible. Il est spécialiste des textes de la Septante, des manuscrits de la mer Morte et des Écritures hébraïques.
En tant qu'éditeur en chef des manuscrits de la mer Morte, il publie cinq volumes d'éditions critiques dans Discoveries in the Judaean Desert (Oxford) et a été éditeur régional pour l'Encyclopedia of the Dead Sea Scrolls (Oxford).

## Ouvrages
- Eugene Ulrich, Frank Moore Cross et James R. Davila, Discoveries in the Judaean Desert, Volume XII. Qumran Cave 4: VII: Genesis to Numbers, Oxford University Press
- Eugene Ulrich, Martin Abegg et Peter Flint, The Dead Sea Scrolls Bible, HarperCollins
- Eugene Ulrich, Stanley M. Horton et James F. Linzey, Modern English Version: Amos, Passio